# Horeb

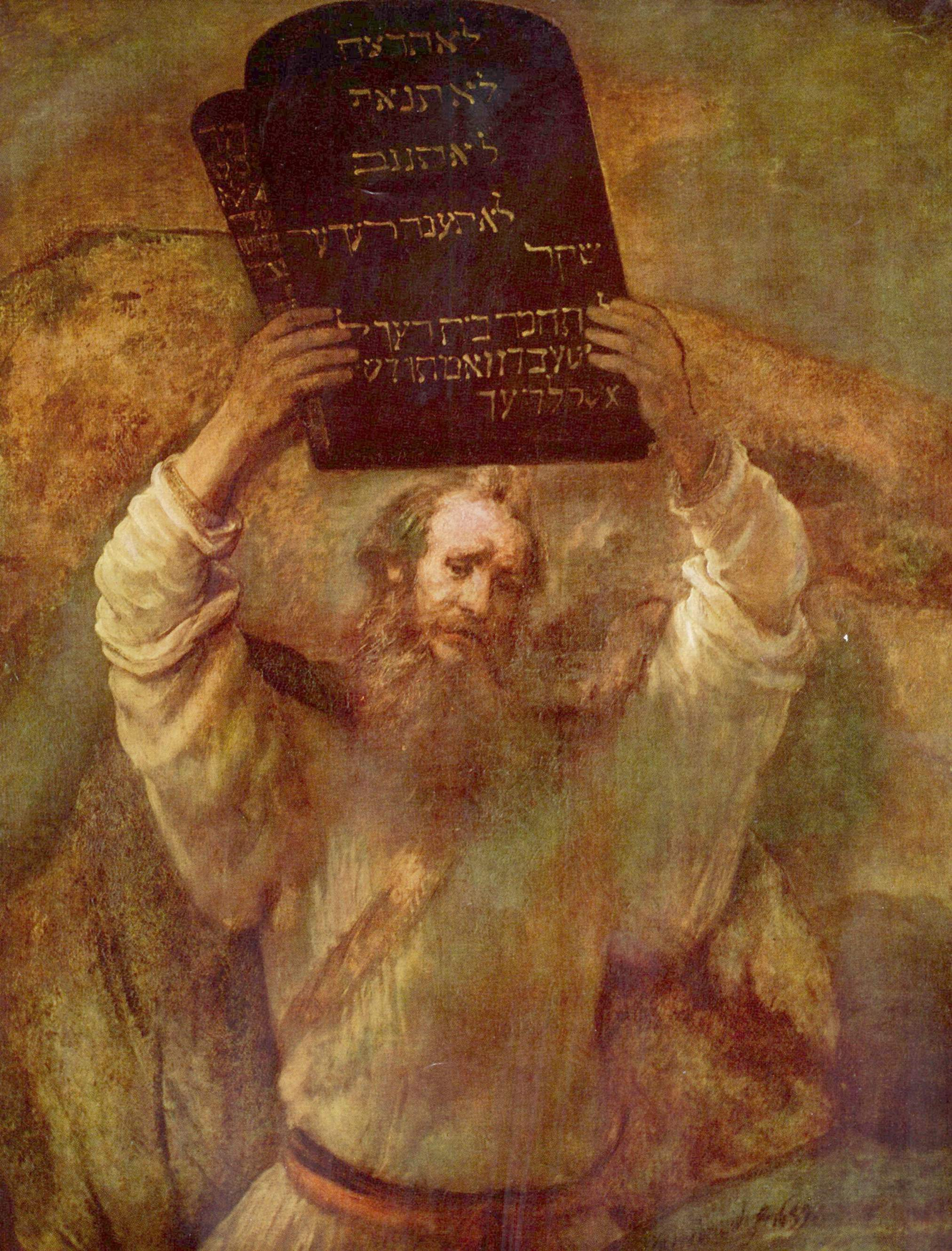
"Mojżesz z dziesięcioma przykazaniami" - obraz Rembrandta z 1659

Horeb (hebr. Chorev, חורב) – góra wymieniana w Biblii jako miejsce powołania Mojżesza przez Jahwe, jako wyzwoliciela Izraelitów z niewoli egipskiej - Wj 3,1, oraz miejsce, gdzie Bóg Jahwe ukazał się Eliaszowi, który chronił się w jaskini przed królową Izebel  – 1Krl 19,8-14.
Dokładna lokalizacja góry nie jest znana. Przyjmuje się, że jest to góra Synaj lub całe pasmo górskie, w którym leży ta góra w południowej części półwyspu Synaj w muhafazie Synaj Południowy w Egipcie.
Według innej interpretacji jest nią góra Jabal al-Lawz w historycznej krainie Midian, a obecnie w północno-zachodniej części Arabii Saudyjskiej, która w Biblii i pismach Józefa Flawiusza nazywana jest zamiennie górą Bożą, Synaj i Horeb, lub też góra Har Karkom na pustyni Negew w południowym Izraelu.

## Inne miejsca
- W Polsce nazwę Horeb nosi jedno ze wzgórz otaczających Wambierzyce.
- Ponadto nazwę Góra Horeb (Mount Horeb) nosi miasto w stanie Wisconsin, USA